# Tipula (Microtipula) camura
Tipula (Microtipula) camura is een tweevleugelige uit de familie langpootmuggen (Tipulidae). De soort komt voor in het Neotropisch gebied.